# Macrostemum transversum
Macrostemum transversum is een schietmot uit de familie Hydropsychidae. De soort komt voor in het Nearctisch gebied.